# Svenska badmintonligan

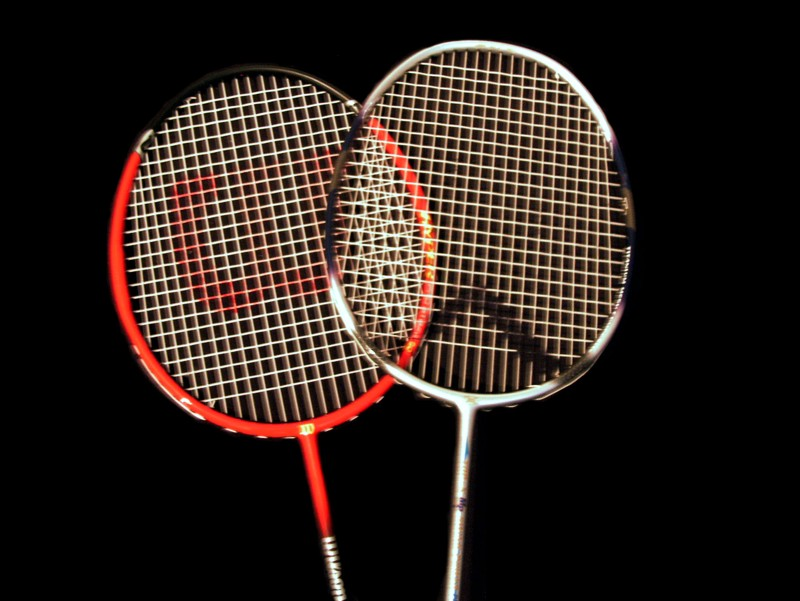
Bilden visar den typ av racket som används vid badmintonspel.

Svenska Badmintonligan (SBL) är en lagserie där man utser svenska mästare i badminton. 

## Om Svenska Badmintonligan
Den spelas mellan Sveriges åtta bästa badmintonklubbar som möts i en grundserie, mellanserie samt slutspel. Finalen i avgörs (vanligtvis i Uppsala) i april.
En match i badmintonligan består av sex delmatcher: Herrdubbel (HD), Damdubbel (DD), Damsingel (DS), Herrsingel 1 (HS 1), Herrsingel 2 (HS 2) och Mixeddubbel (MD). Alla delmatcher spelas bäst av fem set till elva poäng, utan förlängning. Vid 3-3 i delmatcher avgörs mötet mellan lagen genom ett Golden set, vilket innebär att ett set till elva spelas i antingen som  herr- eller damdubbel, herr- eller damsingel alternativt mixeddubbel.
Säsongen 2020-2021 heter ligan Victor Badmintonligan. Deltagande klubbar är Påvelund TBK, Fyrisfjädern BMK, Täby BK, Halmstad BMK, BMK Aura, Trollhättan BMF, IFK Umeå och Västra Frölunda.
SBL arrangeras av Svenska badmintonförbundet (Badminton Sweden).